# Пісковий годинник (фільм)
«Пісковий годинник» (рос. «Песочные часы») — радянський художній фільм 1984 року, знятий режисером Сергієм Вронським на кіностудії «Мосфільм».

## Сюжет
Колишні однополчани через двадцять років після війни зустрічаються у маленькому курортному містечку. Тут, на Кавказі, вони воювали, тут один із них зустрів і покохав жінку, з якою потім розлучився. А тепер під впливом друга головний герой фільму багато чого переосмисливши, спробує повернути дружину та сина.

## У ролях
- Анатолій Кузнецов — Гребенцов
- Микола Скоробогатов — Паншин
- Галина Польських — Надя
- Людмила Карауш — Людмила
- Людмила Нільська — Інга
- Ігор Скляр — шофер Сергій
- Вадим Терентьєв — Бауер
- Майя Блінова — дружина Бауера
- Герман Качин — шофер
- Володимир Артемов — Атланов Юра
- Ніна Маслова — Галя
- Олександра Сорокоумова — Вероніка
- Анатолій Скорякін — Андрій
- Борис Уртенов — епізод

## Знімальна група
- Режисер — Сергій Вронський
- Сценаристи — Сергій Вронський, Семен Фрейліх
- Оператори — Федір Добронравов, Віктор Шестопьоров
- Художники — Микола Маркін, Валерій Шевченко